# Peridroma oliveata
Peridroma oliveata är en fjärilsart som beskrevs av George Francis Hampson 1902. Peridroma oliveata ingår i släktet Peridroma och familjen nattflyn. Inga underarter finns listade i Catalogue of Life.